# 1201
1201 (MCCI) var ett normalår som började en måndag i den julianska kalendern.

## Händelser

### Okänt datum
- Anders Sunesen efterträder Absalon Hvide som ärkebiskop av Lund.
- Biskop Albert av Livland grundar Riga. Därmed börjar germaniseringen av landet mellan Düna och Finska viken.
- Universitetet i Oxford upprättas.

## Födda
- 30 maj – Thibaut, hertig av Champagne, kung av Navarra och fransk trubadur
- 5 september – Alix av Bretagne, regerande hertiginna av Bretagne
- 9 oktober – Robert de Sorbon, grundare av universitetet i Sorbonne
- Johan Sverkersson, kung av Sverige
- Holmger Folkesson, svensk riddare

## Avlidna
- 21 mars – Absalon Hvide, dansk ärkebiskop sedan 1177 och statsman.
- 5 september – Constance av Bretagne, regerande hertiginna av Bretagne från 1166 till 1201.